# Fünf Mädchen und ein Mann
Fünf Mädchen und ein Mann ist ein internationaler Episodenfilm, der in den Jahren 1947 bis 1950 in fünf europäischen Metropolen von fünf Regisseuren gedreht wurde. Im Mittelpunkt der völkerversöhnenden Geschichte steht ein von Bonar Colleano gespielter, infolge einer Kriegsverletzung unter Amnesie leidender britischer Weltkriegspilot „auf der Suche nach seiner Vergangenheit“, die ihn nach Rom, Wien, Berlin, Paris und London führt. Seine Erfahrungen mit Land und Leuten werden symbolhaft durch die Wiederbegegnung mit fünf sehr verschiedenen, einheimischen Frauen verkörpert.

## Handlung
Kurz nach dem Ende des Zweiten Weltkriegs. Seitdem er kurz vor Kriegsende einen Unfall erlitten hatte, leidet der ehemalige Kampfflieger-Pilot Robert „Bob“ Mitchell unter Gedächtnisverlust. Zur Genesung wird er in die Vereinigten Staaten ausgeflogen, da man aufgrund seines Akzents glaubt, er müsse ein Staatsbürger der USA sein. In New York trifft er auf die amerikanische Zeitungsreporterin Lesley MacDermott, die in seiner Geschichte hochinteressantes Reportagematerial wittert. Da man bei ihm fünf Banknoten aus fünf verschiedenen Ländern findet, überzeugt Lesley Bob, in den Hauptstädten dieser Staaten auf Spurensuche zu gehen, in der Hoffnung, dass er bei diesem Trip in die Vergangenheit auch seine Erinnerung wiederfindet. Auf jede der Banknoten ist ein Mädchenname niedergeschrieben, außerdem trägt Bob auch noch das Foto eines Babys mit sich. Lesley will Bob auf seiner Spurensuche begleiten, und das Familienmagazin „Family“, für das sie arbeitet, finanziert diese sehr persönliche Reise in die Vergangenheit.
In Rom trifft Bob auf die temperamentvolle Maria Severini, in Wien begegnet dem Briten die ungarische Kunststudentin Katalin und erfährt einiges über ihr tragisches Flüchtlingsschicksal. Die nächste Station ist die Trümmerlandschaft Berlins. Hier lernt er Charlotte kennen, die mit ihren bescheidenen Mitteln sich vor Ort ein neues Leben aufzubauen versucht. Ganz anders dagegen die französische Kapitale Paris, wo die Bürger unter dem Grauschleier der frühen Nachkriegszeit neue Hoffnung schöpfen. Hier sieht Bob die lebens- wie abenteuerlustige Jeannine wieder. Doch keine der Begegnungen mit diesen Damen seiner Vergangenheit bringt ihn seinem eigentlichen Ziel näher. Zur letzten Station auf der Suche nach sich selbst erreicht Bob wieder London. Hier wird Lesley aktiv, indem sie Bobs tragische Geschichte in den dortigen Zeitungen publiziert, in der Hoffnung, dass sich jemand bei ihr meldet. Tatsächlich rührt sich eine Delia Mitchell, verehelichte Romanoff, die ihn zu einem Besuch in den Zirkus Romanoff einlädt. Delia ist Bobs Schwester und zugleich die Mutter des Babys, das in ihrem Wohnwagen schläft. Delia bringt Bobs Erinnerung wieder, denn auch er war als Zivilist ein Zirkusakrobat. Bob entscheidet sich schließlich, Lesley zu heiraten, die ihm in all den vergangenen Wochen eine so große Hilfe gewesen war.

## Produktionsnotizen
Die Dreharbeiten fanden über viele Länder (England, Deutschland, Österreich, Italien, Frankreich und die USA) und mehrere Jahre (1947 bis 1950) verteilt statt. Drehbeginn der deutschen Episode war der 17. August 1948. In Berlin wurde an der zerstörten Reichskanzlei und in der Landshuter Straße gedreht. Gyula Trebitsch war Produktionsleiter bei der deutschen Episode. Die Kulissen für die deutsche Episode schuf Walter Kutz, für die österreichische Fritz Jüptner-Jonstorff und für die französische Jean d’Eaubonne. Don Russell war für die Filmbauten der britischen und Robert Renzo für die der italienischen Episode zuständig. Komponist Hans May übernahm auch die musikalische Leitung. Robert Asher und Mario Chiari waren zwei von drei Regieassistenten. Die deutschstämmige und in Hollywood ansässige Drehbuchautorin Irma von Cube arbeitete ungenannt an einer der Episoden als Regisseurin mit.
Die Uraufführung erfolgte am 1. März 1951 in London. In Deutschland konnten seit dem 9. Juni 1951 (Erstaufführung im Hamburger Globe-Theater) zunächst die britischen Besatzertruppen den Film sehen, für das deutsche Publikum fand die Premiere am 2. Mai 1954 im Berliner Titania-Palast statt. Die Österreicher konnten Fünf Mädchen und ein Mann ab dem 28. Mai 1954 sehen. Hier lief der Film unter dem Titel 5 Städte - 5 Mädchen an.

## Zu dem Hauptdarsteller
Der Star des Films, der US-Amerikaner Bonar Colleano, geborener Sullivan (1924–1958), ist außerhalb Großbritanniens, wohin er 1936 aus New York gezogen war, nahezu vollkommen unbekannt geblieben. Er trat ursprünglich im Zirkus auf und wirkte zwischen 1945 und 1958 in 36 Kino- und Fernsehfilmen mit. Colleano starb, gerade erst 34 Jahre alt, bei einem Verkehrsunfall nahe Liverpool.

## Kritiken
„Die Handlung erscheint … fragmentierter und unzusammenhängender als notwendig und nicht frei von Weitschweifigkeit.“
Bei Filmdienst heißt es: „Ein ehemaliger englischer Flieger leidet unter Amnesie, reist in Begleitung eines Journalisten nach dem Krieg nach Europa und findet durch die Wiederbegegnung mit Frauen in Rom, Paris, Berlin, Wien und London, die in seinem Leben eine Rolle gespielt haben, sein Gedächtnis zurück. Von Regisseuren der betreffenden Länder gemeinschaftlich gestalteter Episodenfilm, der seine völkerverbindende Absicht durch den umständlichen und gekünstelten Handlungsablauf verfehlt.“
Halliwell’s Film Guide resümierte: „Ermüdendes Schema F-Drama, bemerkenswert nur aufgrund seiner ungeübten Besetzung.“
Der Movie & Video Guide fand den Film „enttäuschenderweise langweilig“.